# Saint Francis (Kansas)
Pour les articles homonymes, voir Saint Francis.
La ville de Saint Francis est le siège du comté de Cheyenne, situé dans le Kansas, aux États-Unis.